# اختلال توازن الحمض والقاعدة

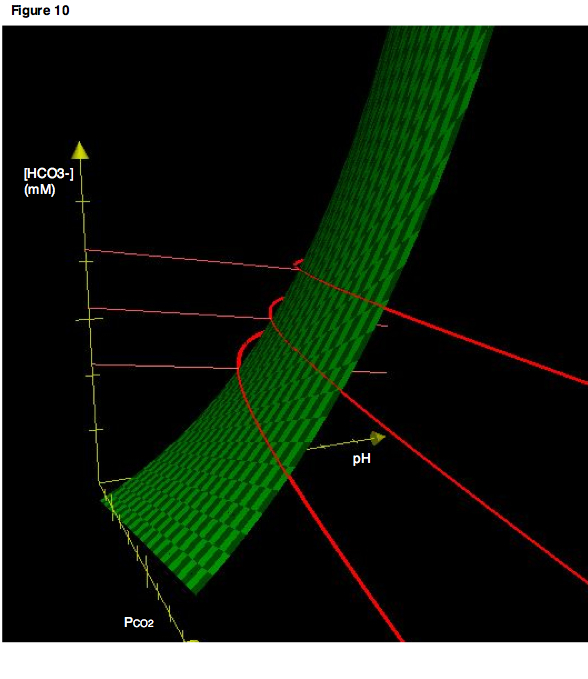
يوضح مخطط دافنبورت الخلل الحمضي القاعدي بيانياً

اختلال التوازن بين الحمض والقاعدة (بالإنجليزية: Acid–base imbalance)‏ هو خلل في التوازن الطبيعي للأحماض والقواعد في الجسم البشري مما يؤدي إلى انحراف درجة الحموضة في البلازما عن المعدل الطبيعي (7.35 - 7.45). في الدم، في حالة الجنين يختلف النطاق الطبيعي بناءً على عينة من الحبل السري التي يتم أخذ عينات منها (عادة ما يتراوح الوريد السري pH من 7.25 إلى 7.45؛ ويكون الشريان السري عادة ما يتراوح من 7.18 إلى 7.38)  ويمكن أن يوجد في مستويات متفاوتة، وفي بعض الحالات شديدة التطرف قد تهدد الحياة.

## تصنيف
يطلق على الحامض الزائد «الحماض» أو حماض الدم. ويطلق على الزيادة في القاعدة بالحالة القلوية أو قلاء الدم. يتم تصنيف العملية التي تسبب الخلل بناءً على سبب الاضطراب (التنفسي أو الاستقلابي) واتجاه التغير في الرقم الهيدروجيني (الحماض أوالقاعدة "قلاء"). هذا يعطي العمليات الأساسية الأربعة التالية:
| العملية       | درجة الحموضة "PH" | ثنائي أكسيد الكربون | الموازن |
| ------------- | ----------------- | ------------------- | ------- |
| حماض أيضي     | ▼                 | ▼                   | تنفسي   |
| حماض تنفسي    | ▼                 | ▲                   | كلوي    |
| قلاء استقلابي | ▲                 | ▲                   | تنفسي   |
| قلاء تنفسي    | ▲                 | ▼                   | كلوي    |

### اضطرابات مختلطة
يسمى وجود واحد فقط من الاضطرابات المذكورة أعلاه باضطراب الحمض القاعدي البسيط. في اضطراب مختلط يحدث أكثر من واحد في نفس الوقت. قد تتميز الاضطرابات المختلطة بالحماض والقلويات في نفس الوقت الذي يتصدى كل منهما للآخر جزئيًا، أو يمكن أن يكون هناك شرطان مختلفان يؤثران على درجة الحموضة في نفس الاتجاه. تشير عبارة «الحماض المختلطة»، على سبيل المثال، إلى الحماض الأيضي بالتزامن مع الحماض التنفسي. أي تركيبة ممكنة، لأن الحماض الأيضي والقلويات يمكن أن تتواجد معًا.

#### حساب الخلل
كان النهج التقليدي لدراسة فسيولوجيا الحمض والقاعدي هو النهج التجريبي. المتغيرات الرئيسية هي النهج الأساسي هو فائض القاعدة وبيكربونات. الحساب العددي الذي قدمه د.بيتر أ ستيوارت في عام 1978  هو الأحدث.

## الأسباب
هناك العديد من الأسباب التي يمكن أن تحدث كل من العمليات الأربع (مشروحة في مقالاتها المخصصه). بصفة عامة، تشمل مصادر زيادة الحمض:
1. الاحتفاظ بثاني أكسيد الكربون
2. إنتاج الأحماض غير المتطايرة من عملية ايض البروتينات والجزيئات العضوية الأخرى
3. فقدان بيكربونات في البراز أو البول
4. تناول الأحماض أو المصادر الحمضية

تشمل مصادر فقدان الحمض:
1. استخدام أيونات الهيدروجين في عملية التمثيل الغذائي لمختلف الأنيونات العضوية
2. فقدان الحمض في القيء أو البول
3. ارتداد المعدة في المستشفى
4. اسهال حاد
5. فقدان ثاني أكسيد الكربون من خلال فرط التهوية

## الموازن
يتم تنظيم التوازن الحمض والقاعدة للجسم بإحكام. توجد العديد من عوامل الموازنة المؤقته التي تربط أيونات الهيدروجين بشكل عكسي وتعيق أي تغيير في درجة الحموضة. تشتمل المخازن المؤقتة من الموازنات خارج الخلية على بيكربونات وأمونيا، بينما تعمل البروتينات والفوسفات كحاجز داخل الخلايا. يعد نظام تخزين البيكربونات أساسيًا بشكل خاص، حيث يمكن تحويل ثاني أكسيد الكربون (CO2) من خلال حمض الكربونيك (H2CO3) إلى أيونات الهيدروجين وبيكربونات (-HCO3) كما هو موضح أدناه.
{\displaystyle {\ce {HCO3- + H+ <=>> H2CO3 <=>>CO2 + H2O}}}
يمكن تعويض الاختلالات الحمضية القاعدية التي تتغلب على النظام الموازنة على المدى القصير عن طريق تغيير معدل التهوية (ventilation). هذا يغير تركيز ثاني أكسيد الكربون في الدم، ويغير التفاعل أعلاه وفقًا لمبدأ مبدأ انزياح التوازن، والذي بدوره يغير درجة الحموضة. على سبيل المثال، إذا انخفض الرقم الهيدروجيني في الدم إالى درجة منخفضة (حامض الدم)، فسيقوم الجسم بالتعويض عن طريق زيادة التنفس وطرد ثاني أكسيد الكربون وتحويل التفاعل أعلاه إلى اليمين بحيث يكون عدد أقل من أيونات الهيدروجين الحرة - وبالتالي فإن الرقم الهيدروجيني سوف يعود إلى طبيعته. بالنسبة للحالة القلوية، يحدث العكس.
الكلى أبطأ من التعويض، ولكن فسيولوجيا الكلى لديها العديد من الآليات القوية للسيطرة على الأس الهيدروجيني عن طريق إخراج الحمض الزائد أو القاعدة في إفرازاتها. في الاستجابة للحماض الدموي، تمتص الخلايا الأنبوبية مزيدًا من بيكربونات السائل الأنبوبي، وخلايا نظام القنوات الجامعة في الكلية تفرز المزيد من الهيدروجين ويولد مزيدًا من بيكربونات، ويؤدي تكوين الأمونيا إلى زيادة تكوين الموادة الكيميائية الموازنة " NH3 ". في الاستجابة للحالة القلوية، قد تفرز الكلية المزيد من بيكربونات عن طريق تقليل إفراز أيون الهيدروجين من الخلايا الظهارية الأنبوبية، وخفض معدلات استقلاب الجلوتامين وإفراز الأمونيا.